# Anitta (zpěvačka)
Larissa de Macedo Machado (* 30. března 1993 Rio de Janeiro), známější pod svým uměleckým jménem Anitta, je brazilská zpěvačka, skladatelka, herečka, tanečnice, podnikatelka a televizní moderátorka.
Poté, co v roce 2012 dosáhla komerčního úspěchu se svým debutovým singlem „Meiga e Abusada“, podepsala v lednu 2013 smlouvu s nahrávací společností Warner Music Brazil. V červenci téhož roku vydala své stejnojmenné debutové album, které obsahuje čtyři úspěšné singly a které získalo v Brazílii platinovou desku. Druhé studiové album, „Ritmo Perfeito“, také zaznamenalo komerční úspěch, ve stejný den s ním Anitta vydala své první živé album „Meu Lugar“. V roce 2015 vydala své třetí studiové album s názvem „Bang“. Album sehrálo zásadní roli při upevňování její pozice v brazilské pop music.
Mezi lety 2016 a 2018 často spolupracovala s jinými umělci, jako jsou například Maluma, Iggy Azalea, Major Lazer, Alesso a J Balvin. V roce 2017 vydala svou první španělskou píseň „Paradinha“, která odstartovala její přechod ke španělskému latin popu a reggaeton hudbě. V roce 2019 opět často spolupracovala s umělci jako jsou Madonna, Sofía Reyes, Rita Ora, Luis Fonsi, Ozuna a Black Eyed Peas. Později získala uznání kritiků za své trojjazyčné čtvrté studiové album „Kisses“ z roku 2019, které jí také vyneslo nominaci na cenu Latin Grammy. V březnu 2022 se její španělský singl „Envolver“ vydaný koncem roku 2021 z jejího pátého studiového alba „Versions of Me“ umístil na prvním místě žebříčku Global Top 50 na Spotify, čímž se stala první brazilskou umělkyní a první latinskou umělkyní, které se to vůbec povedlo a to se sólovou písní k tomu.
Za svou kariéru celkem získala řadu ocenění a několik nominací na Latin Grammy Awards, Latin American Music Awards, Billboard Latin Music Awards. Vyhrála pět cen MTV Europe Music Awards za nejlepší brazilský počin a stala se prvním brazilským umělcem, který vyhrál cenu za nejlepší latinskoamerický počin. V roce 2017 byla Billboardem zařazena mezi nejvlivnější celebrity na sociálních sítích.

## Diskografie
- Anitta (2013)
- Ritmo Perfeito (2014)
- Bang! (2015)
- Kisses (2019)
- Versions of Me (2022)
- Funk Generation (2024)

## Turné
- Turnê Show das Poderosas (2013–14)
- Turnê Meu Lugar (2014–16)
- Bang Tour (2016–17)
- Kisses Tour (2019–20)